# Lidocaïne
Lidocaïne is een verdovingsmiddel dat veel gebruikt wordt om plaatselijk te verdoven. De stof is opgenomen in de lijst van essentiële geneesmiddelen van de WHO.

## Lidocaïnehydrochloride
Omdat lidocaïne een base is met een redelijk hoge pKa, bindt men het met zoutzuur (HCl). Dit zorgt ervoor dat lidocaïnehydrochloride in water een pH heeft van ongeveer 5. In de cel is lidocaïne aanwezig als lidocaine-base en daarmee is de ionisatie optimaal om te functioneren (geïoniseerde lidocaïne kan het celmembraan niet passeren).

## Toepassingen
Lidocaïnehydrochloride wordt vaak gebruikt bij de tandarts in ampullen van 1,8 ml en bij het verdoven van de keelholte. Ook veel kleine ingrepen zoals vetbulten verwijderen, wondjes hechten of polsbreuken zetten worden onder lokale anesthesie gedaan. Een andere toepassing is door in het geval van slijmbeursontsteking een spuit met corticosteroïden samen met lidocaïne.HCl in of nabij het betreffende gewricht te zetten.
Tevens wordt lidocaïne in de kliniek toegepast als antiaritmicum van klasse IB volgens de Vaughan-Williams-classificatie bij de acute fase van hartinfarcten door de duur van de actiepotentiaal van myocardcellen te verkorten.
Ook is lidocaïnehydrochloride het werkende bestandsdeel in trachitol zuigtabletten, die worden gebruikt bij beginnende keelpijn. Het heeft een plaatselijk pijnstillende werking.
Lidocaïnehydrochloride kan als viskeuze gel worden voorgeschreven voor pijnbestrijding bij aften.
Lidocaïne wordt ook gebruikt om cocaïne mee te versnijden. Zowel lidocaïne als cocaïne heeft een verdovend effect van het neusslijmvlies en het tandvlees bij inhalatie door de neus, en de gebruiker zal het idee hebben hoge kwaliteit cocaïne te gebruiken.

## Combinatie met adrenaline
Vaak wordt lidocaïne gemengd met adrenaline, omdat dat een vasoconstrictie (vaatvernauwing) veroorzaakt. Dit wil zeggen dat de kleine bloedvaatjes vernauwen en zodoende wordt het depot lidocaïne minder snel afgevoerd door het bloed. Hierdoor blijft lidocaïne langer ter plaatse en zal de verdoving langer werken. De vasoconstrictie zorgt ook voor een mindere mate van bloeding. In de bijsluiter wordt de combinatie van lidocaïne met adrenaline ontraden voor de verdoving van lichaamsextremiteiten (zoals vingers, tenen, penis etc). Dit advies is gebaseerd op het algemene advies van artsen om geen adrenaline met lokale pijnstillers (zoals lidocaine) te combineren bij deze toepassing, omdat vaatvernauwing gecombineerd met een gebrek aan collaterale bloedcirculatie necrose in die weefsels kan veroorzaken. Er is echter geen klinisch bewijs dat adrenaline in het bijzonder een oorzaak is van deze bijwerking.